# Tibagi (fiume)
Il Tibaji o Tibagi è un fiume del sud-est del Brasile, che scorre nello Stato del Paraná. È il più grande affluente del fiume Paranapanema, a sua volta affluente del fiume Paraná.
Il fiume scorre nella parte centroorientale dello stato, la sorgente si trova nel comune di Palmeira a 1.150 m s.l.m., il corso del fiun è caratterizzato da un discreto dislivello che provoca una corrente forte e la presenza di numerose cascate.
Il Tibagi, con 550 km, è il terzo fiume più lungo nello Stato del Paraná, dopo il Paranapanema e l'Iguazú. Nel comune di Telêmaco Borba il corso è sbarrato dalla Diga di Mauá.
Il bacino idrografico si estende su 41 comuni brasiliani, coprendo una superficie di 24.530 km²